# Koglo
Koglo je naselje v Občini Šmarješke Toplice, ki se nahaja na dolenjskem. Ustanovljeno je bilo leta 1996 iz dela ozemlja naselij Radovlja, Sela pri Zburah in Žaloviče. Leta 2015 je imelo 41 prebivalcev.